# Jarmila
Jarmila je žensko osebno ime.

## Izvor imena
Ime Jarmila je različica moškega osebnega imena Jaroslav. Ime je pogosto zlasti na Češkem in Slovaškem.

## Pogostost imena
Po podatkih Statističnega urada Republike Slovenije je bilo na dan 31. decembra 2007 v Sloveniji število ženskih oseb z imenom Jarmila: 22.

## Osebni praznik
Osebe z imenom Jarmila godujejo takrat kot osebe z imenom Jaroslav.